# Euphyllodromia albomaculata
Euphyllodromia albomaculata är en kackerlacksart som först beskrevs av Robert Walter Campbell Shelford 1909.  Euphyllodromia albomaculata ingår i släktet Euphyllodromia och familjen småkackerlackor. Inga underarter finns listade i Catalogue of Life.